# Confédération des syndicats médicaux français
La Confédération des syndicats médicaux français (CSMF) est une confédération de syndicats pluricatégoriels et départementaux regroupant les médecins libéraux généralistes et spécialistes. Elle fédère deux structures nationales : l’UNOF pour les médecins généralistes et l’UMESPE pour les spécialistes. L’UMESPE regroupe elle-même plus de 33 syndicats de spécialités. 
Présente dans chaque département de la métropole et d’outre-mer, son maillage constitue la base de son organisation et de la vie confédérale. Les décisions sont prises en assemblée générale, émanation des syndicats départementaux. Elle représente et défend aussi les médecins à exercice particulier (MEP) et les médecins hospitaliers exerçant en libéral.[réf. nécessaire]

## Histoire
La CSMF a été créée en France le 6 décembre 1928. Elle réunit plusieurs formations concurrentes, dont celle du Syndicat des médecins de la Seine. Le 7 octobre 1940, elle est dissoute par un décret du Philippe Pétain. À la Libération de la France, elle récupère partiellement ses biens. En 1945, le Gouvernement provisoire de la République française organise par ordonnance la Sécurité sociale en France : la médecine libérale perd la liberté pour les médecins de fixer leurs honoraires,

### Elections professionnelles
Aux dernières élections. la CSMF a confirmé sa position de syndicat majoritaire chez les médecins libéraux.[réf. souhaitée]
Disposant d’un projet politique, la CSMF se veut la gardienne du contrat et de l’esprit conventionnel. Elle défend l’unité du corps médical, soutient une médecine « libérale et sociale » et assure la défense syndicale : individuelle et collective de tous les médecins libéraux. La CSMF se bat pour le maintien d’un paiement à l’acte prépondérant, ce qui n’exclut pas une diversification des modes de rémunération (forfait pour la prévention, par exemple).[passage promotionnel]

### Direction
La CSMF est depuis mars 2022 présidée par le médecin gastro-entérologue Franck Devulder, 57 ans et praticien à la polyclinique de Reims-Bezannes. Il succède au néphrologue Jean-Paul Ortiz, après huit ans de mandat.
Luc Duquesnel, généraliste de Mayenne, a en férier 2023 été réélu "à l'unanimité" pour un quatrième mandat de quatre ans à la présidence de la branche généralistes du syndicat.

### Prises de position
Après l'annonce du premier ministre Gabriel Attal de créer une "taxe lapin" pour les rendez-vous médicaux non honorés, la CSMF a réagi par la voix du président de sa branche généraliste, Luc Duquesnel, qui a déclaré n'être pas convaincu et craindre que cela puisse "tendre les relations avec nos patients".